# 아폴로 계획

아폴로 계획 표장

아폴로 계획(영어: The Apollo Program)은 1961년부터 1972년까지 미국항공우주국에 의해 이루어진 일련의 유인 우주 비행 탐사 계획이다. 아폴로 계획의 목표는 1960년대 존 F. 케네디 대통령의 연설에서 언급되었던 "인간을 달에 착륙시킨 후 무사히 지구로 귀환시키는" 것으로 요약할 수 있다. 이 목표는 1969년 아폴로 11호에 의해 달성되었다. 그 뒤로 아폴로 계획은 1970년대 초반까지 여섯 차례의 성공적인 달 착륙으로 이어졌다. 후에 스카이랩 계획이나 미국과 소련의 공동 실험인 아폴로-소유즈 시험 계획에서도 아폴로 계획 당시에 만들어진 장비를 사용하였으며, 이들 탐사도 아폴로 계획의 일부로 다뤄지기도 한다.
여러 번의 성공도 있었지만, 두 차례의 큰 사고도 있었다. 1967년 1월 27일에는 지상 훈련 중이던 아폴로 1호가 화재로 인해 사령선이 전소되고 세 명의 우주비행사가 사망하였다. 1970년 4월 13일에는 달로 가고 있던 아폴로 13호가 장비의 고장으로 달 궤도만을 선회하고는 간신히 지구로 귀환했다.

## 배경
아폴로 계획은 드와이트 아이젠하워의 재임시절 추진되었던 유인 우주 비행 계획인 머큐리 계획을 기반으로 한 것이었다. 머큐리 계획의 목표는 한 명의 우주비행사가 우주선에 탑승하여 지구 궤도 비행을 하는 것이었으나 아폴로 계획은 세명의 우주비행사가 우주선에 탑승하여 달에 착륙하는 것을 목표로 하였다. 아폴로라는 이름은 미항공우주국의 에이브 실버스테인이 붙인 것으로 고대 그리스의 신인 아폴론의 이름을 딴 것이다. 후일 실버스테인은 "내 아이의 이름을 짓는 것처럼 우주선의 이름을 붙였다."고 술회하였다.
1960년 11월 존 F 케네디가 미국의 신임 대통령으로 당선되었다. 케네디는 우주 탐사와 미사일 방어에서 소비에트 연방에 대한 우위를 확보하여야 한다고 공약하였으나, 그의 정책은 우주 탐사보다는 미사일 경쟁에 치중되어 있었다. 1961년 4월 12일, 유리 가가린이 최초의 유인 우주 비행에 성공하자 미국은 이를 가능하게 한 소비에트의 기술력에 두려움을 느꼈다. 유리 가가린의 우주 비행이 이루어진 바로 다음날 미국은 우주 과학 위원회를 소집하고 소련과의 경쟁에서 우위를 차지할 방안을 모색했다. 1961년 4월 20일 케네디는 부통령 린든 존슨에게 현재의 미국 우주 계획의 상태를 검토할 것을 요구하는 메모를 전달하였다. 린든 존슨은 케네디의 이러한 요청에 대해 "1966년에서 1967년 사이에 달 착륙을 성공시키는 것이 소비에트에 대해 우주 경쟁에서 우위를 차지할 수 있는 방안이 될 것"이라 답했다.

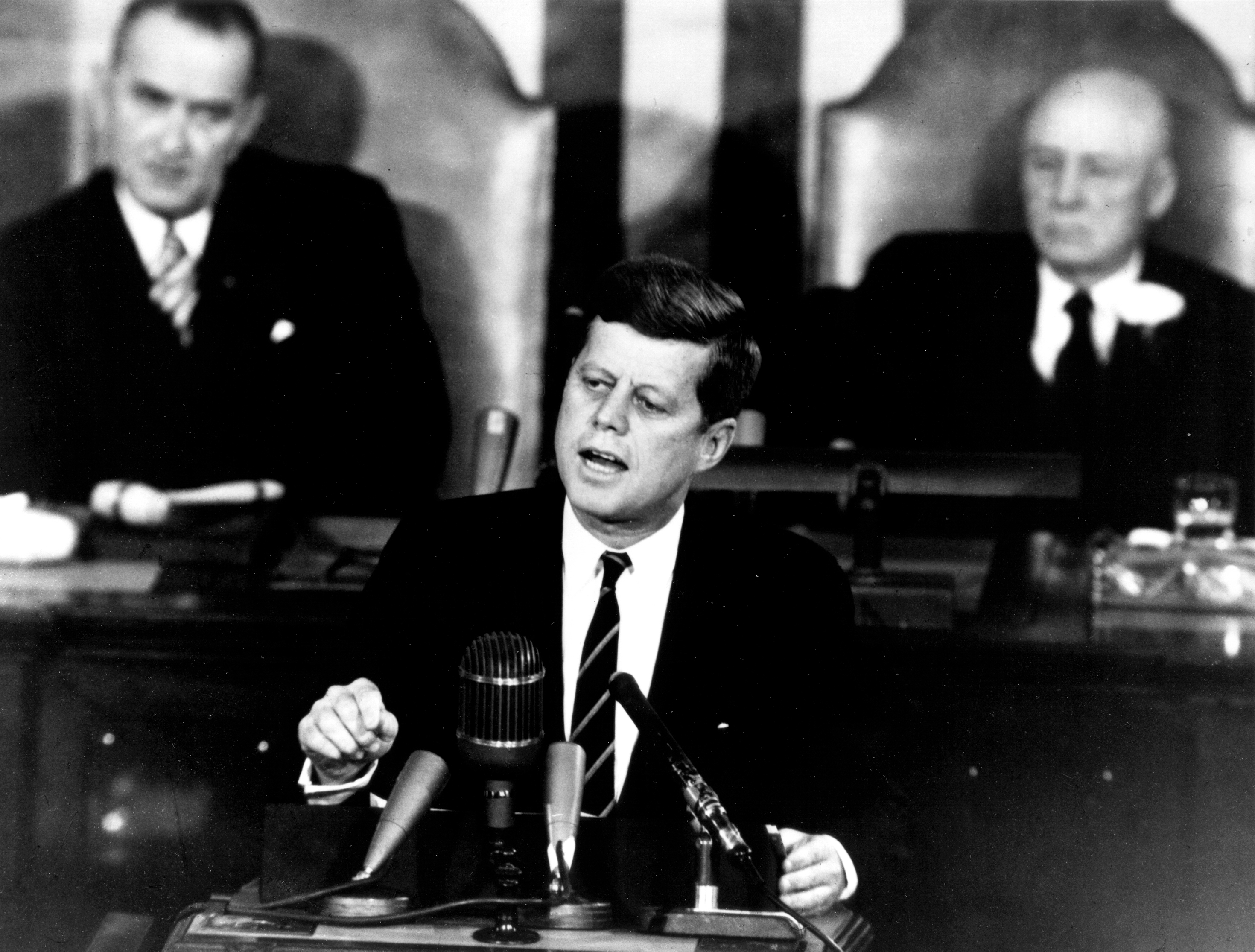
1961년 미 의회에서 아폴로 계획을 선포하는 케네디

1961년 5월 25일 케네디는 미국 의회의 양원이 모두 모인 자리에서 아폴로 계획을 선포한다.
| “ | 우선, 나는 인간이 달에 착륙한 후 무사히 지구로 귀환하는 이러한 계획이 성공한다면, 다른 어떠한 우주 계획도 인류에게 이보다 강렬한 인상을 심어줄 수 없다고 확신합니다. 이는 또한 장기적인 우주 탐사 계획에 중요한 전환점이 될 것이며, 이를 위해 온갖 어려움과 막대한 비용을 감수할 것입니다. | ” |
|   | — 존 F 케네디, 1961년 5월 25일 의회 연설 |   |

케네디가 이러한 선언을 할 당시 미국은 단지 한 명의 우주인이 지구 궤도 선회에 성공했을 뿐이었다. 심지어 미항공우주국 내에서도 케네디의 이러한 선언이 달성될 수 있을지 의심하였다.
| “ | 우리는 달에 가기로 결정하였습니다. 그것이 쉽기 때문이 아니라 어렵기 때문에 이렇게 결정한 것입니다. 이것은 우리의 모든 역량과 기술을 한데 모아 가늠해보는 일이 될 것입니다. 이 도전이야 말로 우리가 하고자 하는 것이며, 더 이상 미룰 수 없는 것이고, 우리의 승리가 될 것이기 때문입니다. | ” |
|   | — 존 F 케네디, 1962년 9월 12일 휴스턴 연설 |   |

## 탐사 방안 수립

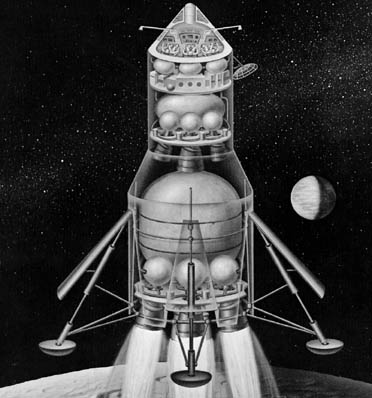
초기의 아폴로 계획 제안중 하나인 지구 궤도 랑데뷰를 보여주는 그림

케네디가 제안한 목표와 같이 지구에서 달까지 무사히 왕복하기 위해 아폴로 계획은 여러 가지 방안이 제시되었다.
- 직접 도달: 아폴로 계획은 하나의 우주선으로 달까지 직접 도달하여 착륙한 후, 다시 지구로 귀환하여야 한다. 이러한 임무를 달성하기 위해서는 매우 강력한 추진체가 필요하였고 노바 로켓을 사용하게 되었다.
- 지구 궤도 랑데뷰: 달 착륙에 필요한 착륙선과 같은 부품들을 다수의 로켓을 이용하여 지구 궤도에 올린 후 하나로 조립하여 달로 향하는 방식이 제안되었다.
- 달 표면 랑데뷰: 먼저 연료를 채운 무인 우주선을 달로 보내고 유인 우주선을 뒤따라 보내 달 착륙을 한 후, 임무를 마치고 무인 우주선의 연료를 사용하여 귀환하는 방식이다.
- 달 궤도 랑데뷰: 하나의 로켓에 사령선과 착륙선을 모두 실어 이륙한 뒤 지구 궤도에서 달 착륙선과 사령선을 도킹시키고 달로 향한 후, 달 착륙선을 이용하여 달에 착륙한 다음, 임무를 마친 후 달 궤도에서 사령선과 다시 도킹하여 귀환하는 방안이다.

실제 아폴로 계획은 직접 도달과 달 궤도 랑데뷰를 사용하였다.

## 우주선
아폴로 계획에는 사령선과 달 착륙선, 두 종류의 아폴로 우주선이 사용되었다.

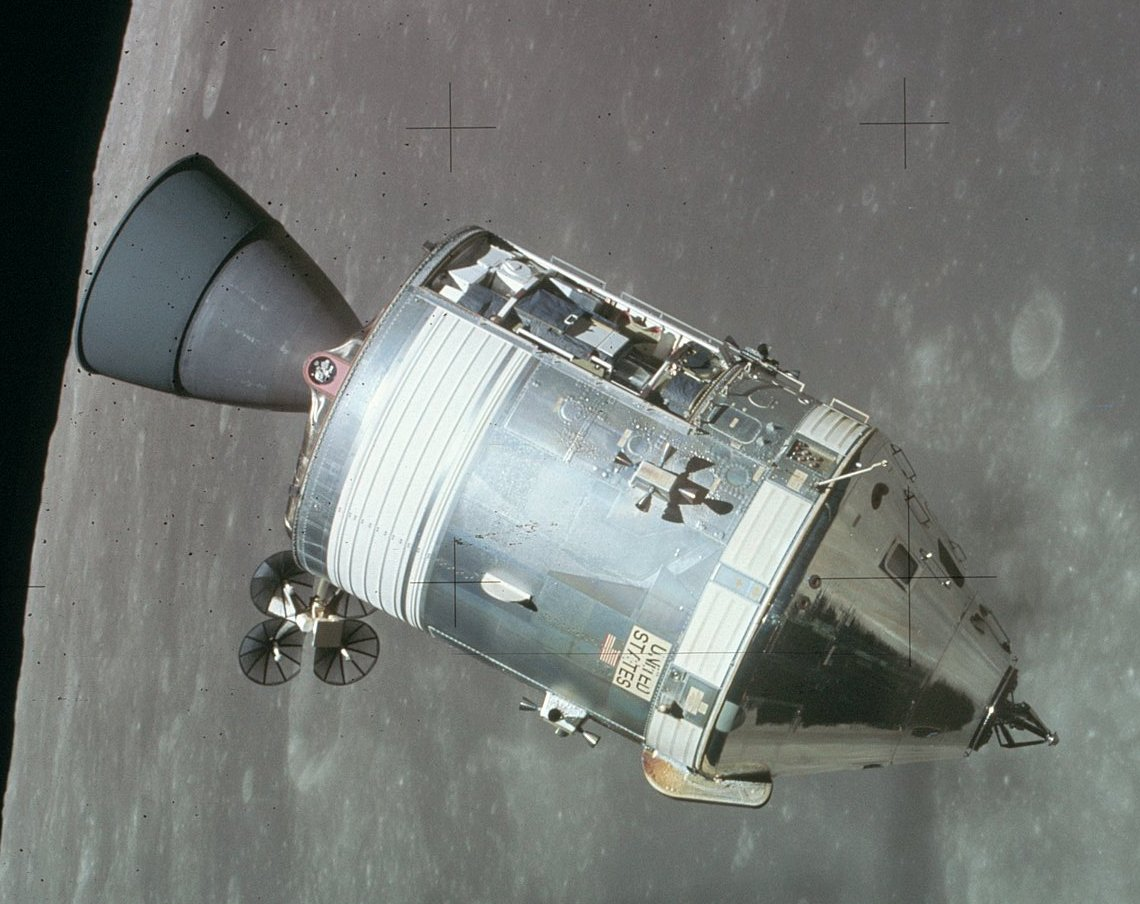
달 궤도를 돌고 있는 사령선
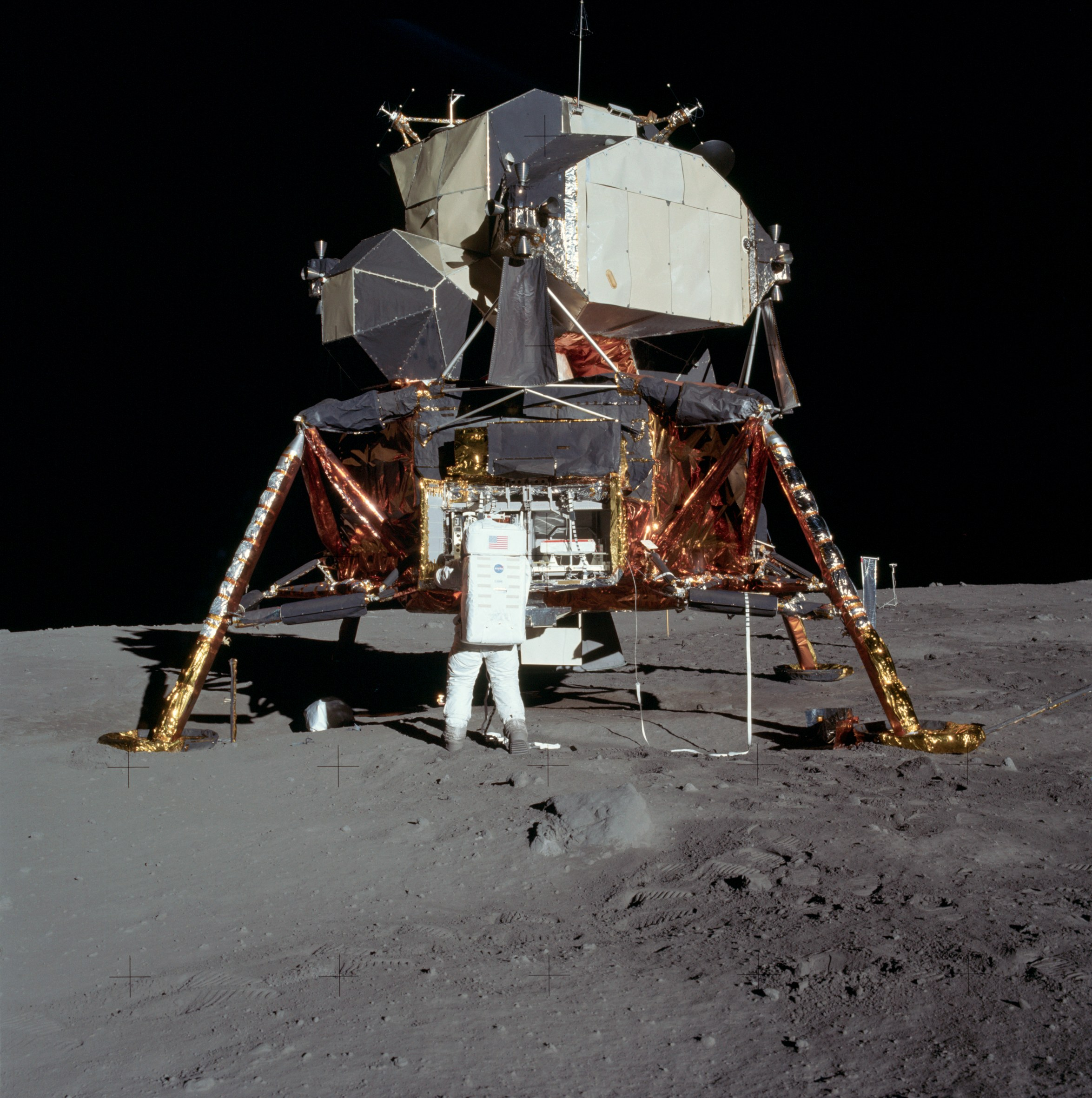
착륙한 달 착륙선

## 추진체
아폴로 계획에 추진체로 사용된 로켓은 새턴 V 로켓이다. 새턴 V 로켓은 3단 로켓으로 베르너 폰 브라운의 제안을 기반으로 한 노바 로켓이었다.

## 단계별 미션
1967년 텍사스 휴스턴의 유인 우주비행 센터는 아폴로 계획의 미션 단계를 다음과 같이 정립하였다.
- A: 무인 사령선 테스트
- B: 무인 달 착륙선 테스트
- C: 지구 저 궤도에서의 유인 사령선 테스트
- D: 지구 저 궤도에서의 유인 사령선 및 달 착륙선 테스트
- E: 7400km 상공에서의 유인 사령선 및 달 착륙선 지구 궤도 비행
- F: 유인 사령선 및 달 착륙선의 달 궤도 비행
- G: 달 착륙

후일 달 표면 탐사와 월면차를 이용한 탐사를 포함한 H미션이 추가되었다. 아폴로 18호는 달 표면에 과학 장비 기지를 설치하는 I미션이 계획되었으나 실행되지는 않았다.

## 임무 수행

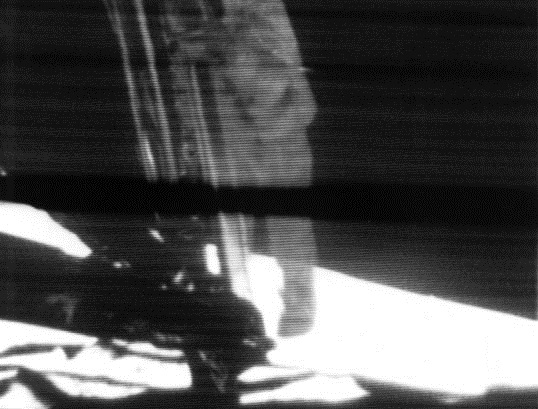
달에 첫 발을 내딛는 닐 암스트롱

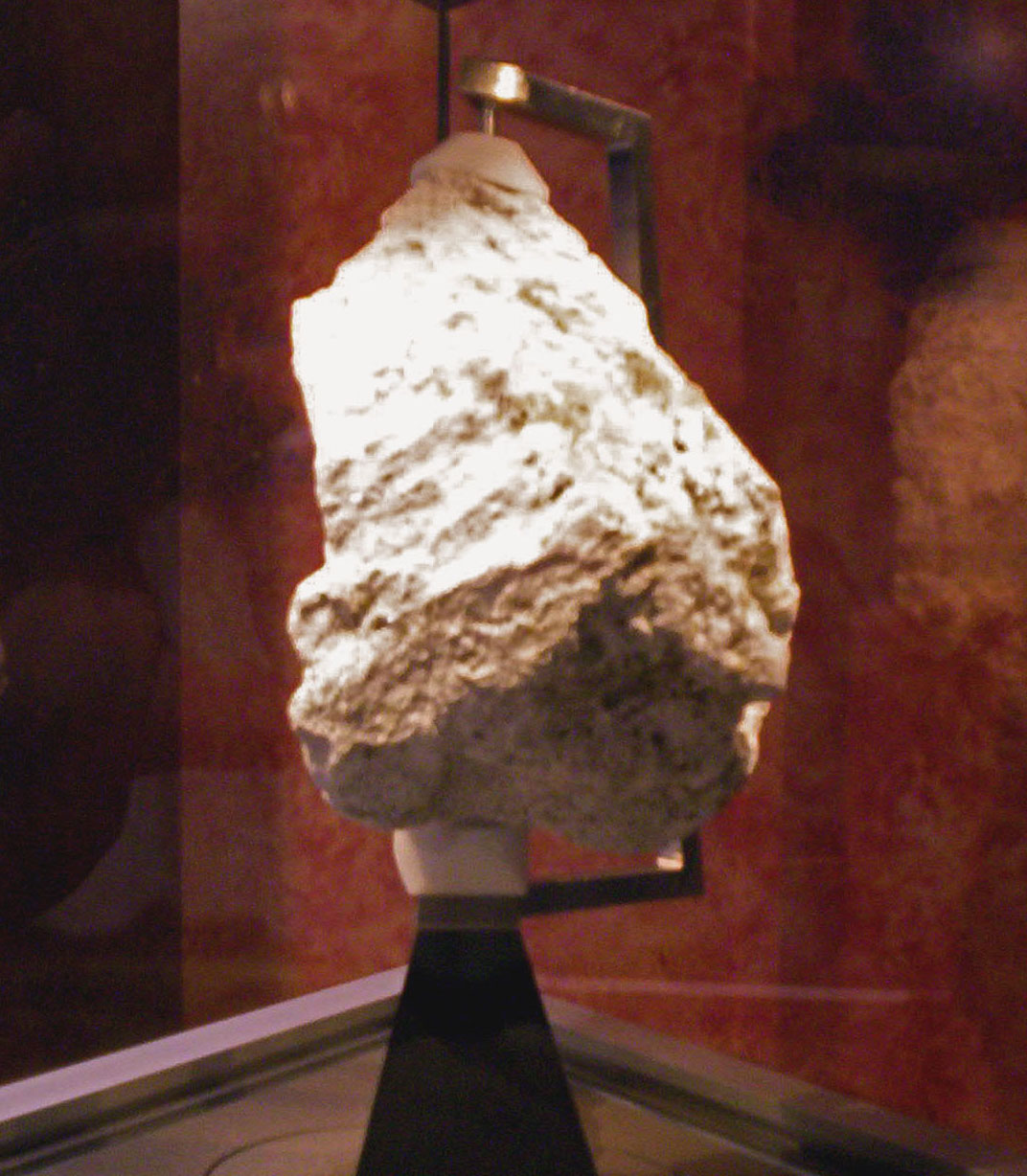
달에서 채취한 암석

아폴로 계획에 따른 임무 수행에는 아폴로 1호부터 18호까지 총 16대의 우주선이 사용되었다. 이 가운데 유인 우주 비행의 성공은 아폴로 7호부터였다.
- 아폴로 1호: 1967년 1월 27일, 첫 유인 사령선 테스트가 계획되어 있었으나 발사 전 훈련 도중에 화재가 발생하여 거스 그리섬, 에드워드 화이트, 로저 채피의 세 우주비행사가 목숨을 잃었다.
- 아폴로 4호: 1967년 11월 9일, 새턴 V 로켓의 시험이 주목적인 무인 비행이었다.
- 아폴로 5호: 1968년 1월 22-23일, 달 착륙선을 시험하는 것이 목적인 무인 비행이었다.
- 아폴로 6호: 1968년 4월 4일, 사령선, 달 착륙선 등을 모두 포함한 최종 시험 성격의 무인 비행이었다.
- 아폴로 7호: 1968년 10월 11-22일, 지구 궤도에서 유인 사령선 및 달 착륙선 궤도 비행이 이루어졌다. 우주 비행이 최초로 텔레비전에 생방송으로 방송되었다.
- 아폴로 8호: 1968년 12월 21-27일, 20시간에 걸쳐 달 궤도를 10회 선회 비행하였다.
- 아폴로 9호: 1969년 3월 3일-13일, 달착륙선에 우주인이 탑승하여 지구 궤도를 선회하였다.
- 아폴로 10호: 1969년 5월 18-26일, 달착륙선을 분리하여 달 궤도를 선회한후 다시 사령선과 도킹하였다. 최초의 컬러 텔레비전 방송이 중계되었다.
- 아폴로 11호: 1969년 7월 16-24일, 달 착륙에 성공하였다.
- 아폴로 12호: 1969년 11월 14-24일, 달에 착륙하여 31시간 이상 표면에서 활동하였다.
- 아폴로 13호: 1970년 4월 11-17일, 달로 향하던 중 사령선이 고장나는 사고가 일어나 달 궤도를 선회하여 귀환하였다.
- 아폴로 14호: 1971년 1월 31일 - 2월 9일, 월석 채취를 위한 카트가 최초로 사용되었다.
- 아폴로 15호: 1971년 7월 26일 - 8월 7일, 1971, 최초로 월면차를 사용하였다.
- 아폴로 16호: 1972년 4월 16-27일, 처음으로 달의 고지대에 착륙하였다. 두 번째로 월면차를 사용하였으며 달표면에서 71시간 동안 임무를 수행하였다.
- 아폴로 17호: 1972년 12월 7-19일, 75시간 동안 달 표면에서 임무를 수행하였다. 월면차를 이용하여 30.5km를 이동하였다. 아폴로 계획에 따른 마지막 달 탐사였다.
- 아폴로 18호: 1975년 7월 15-24일, 아폴로-소유스 시험 계획의 일환으로 발사되어 소유즈 19호와 도킹하였다. 정식으로는 번호가 붙지 않는 그냥 '아폴로 호'이나 NASA의 일부 공식 문서에서도 아폴로 18호라 기재되는 등 사실상의 정식 명칭화되어 있다.

## 같이 보기
- 아폴로 우주선, 새턴 로켓 - 아폴로 계획에 사용된 우주선과 로켓
- 우주 경쟁
  - 스푸트니크 계획 - 소련이 미국보다 앞서 인공 위성을 띄우는데 성공함으로써 미-소간의 우주 경쟁으로 이어졌다.
- 아폴로 13, 아폴로 18 - 아폴로 계획을 소재로 한 영화들
- 아르테미스 계획 - 2021년 11월에 시작될 아폴로 계획의 후속 계획